# Attila Becskei

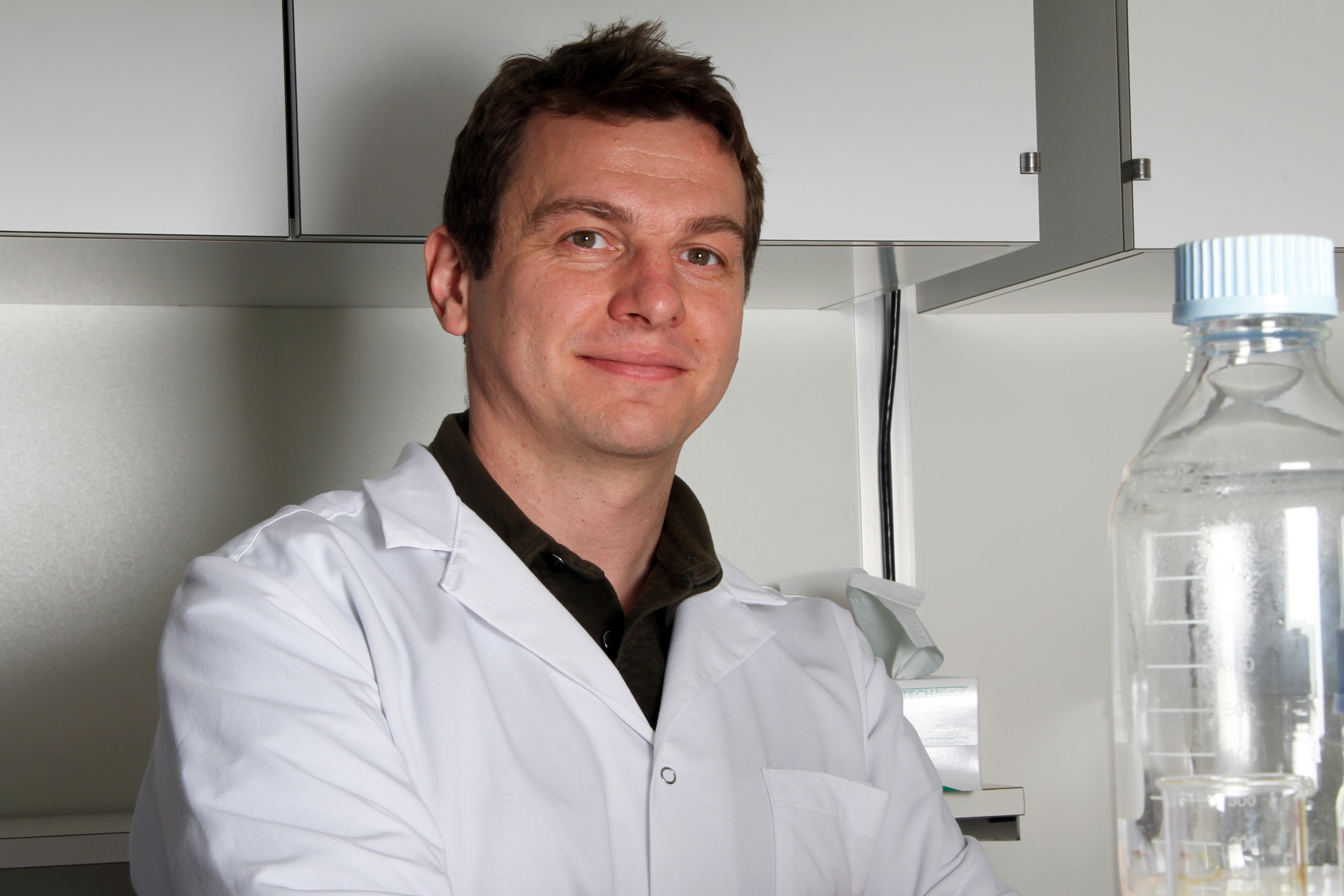
Attila Becskei, 2012

Attila Becskei (* 14. Dezember 1973 in Bačka Topola) ist ein ungarischer Systembiologe und Professor am Biozentrum der Universität Basel, Schweiz.

## Leben
Attila Becskei beendete sein Studium der Medizin 1998 an der Universität Szeged, Ungarn, und studierte darüber hinaus Physikalische Chemie. Nach seiner Promotion (PhD) am European Molecular Biology Laboratory (EMBL) in Heidelberg forschte Attila Becskei bis 2005 am Massachusetts Institute of Technology (MIT) in Cambridge, USA. Ab 2006 forschte er als Assistenzprofessor an der Universität Zürich. 2011 wurde Attila Becskei als Professor ans Biozentrum der Universität Basel berufen, wo er weiterhin forscht und Synthetische Mikrobiologie sowie Systembiologie lehrt.

## Wirken
Becskei erforscht mit experimentellen gentechnologischen Methoden und mathematischen Modellen, wie Gene zur Steuerung der Zelldifferenzierung miteinander verschaltet sind. Im Zentrum seiner Untersuchungen stehen Rückkopplungsmechanismen sowie stochastische und epigenetische Kontrolle der Genexpression in Hefen und Säugetierzellen. Es gelang ihm zu zeigen, dass die Persistenz des epigenetischen Gedächtnisses durch den Abstand zwischen den Bindungsstellen der epigenetischen Regulatoren entlang des Chromosoms bestimmt wird.

## Publikationen (Auswahl)
Vollständige Publikationsliste
- A. Becskei, L. Serrano: Engineering stability in gene networks by autoregulation. In: Nature. 405(6786), 2000, S. 590–593. PMID 10850721
- M. Acar, A. Becskei, A. van Oudenaarden: Enhancement of cellular memory by reducing stochastic transitions. In: Nature. 435(7039), 2005, S. 228–232. PMID 15889097
- J. Kelemen, P. Ratna, S. Scherrer, A. Becskei: Spatial epigenetic control of mono- and bistable gene expression. In: PLOS Biology. 8(3), 2010, S. e1000332. PMID 20305717
- C. Hsu, S. Scherrer, A. Buetti Dinh, P. Ratna, J. Pizzolato, V. Jaquet, Becskei A: Stochastic signalling rewires the interaction map of a multiple feedback network during yeast evolution. In: Nature Communications. 3, 2012, S. 682. PMID 22353713

## Weblink
- Forschungsgruppe Attila Becskei am Biozentrum der Universität Basel, abgerufen am 10. Juni 2025.